# Bartniczka (gmina)
Bartniczka (do końca 2004 gmina Grążawy) – gmina wiejska w Polsce położona w województwie kujawsko-pomorskim, w powiecie brodnickim.
Została utworzona w 1934 i leżała wówczas w województwie pomorskim, od 1973 do 1975 gmina administracyjnie należała do województwa bydgoskiego, a w latach 1975–1998 do województwa toruńskiego. Do końca 2004 r. gmina nosiła nazwę gmina Grążawy, a jej siedzibą były Grążawy. 1 stycznia 2005 r. zmieniono nazwę gminy na gmina Bartniczka, w związku z uzyskaniem przez przysiółek Bartniczka statusu pełnoprawnej miejscowości.
Siedzibą gminy jest Bartniczka.
Według danych z 31 grudnia 2013 gminę zamieszkiwało 4714 osób.

## Historia
Gmina zbiorowa Grązawy została utworzona 1 sierpnia 1934 roku w powiecie brodnickim w woj. pomorskim z dotychczasowych jednostkowych gmin wiejskich: Grązawy, Gutowo, Łaszewo, Małe Leźno, Miesiączkowo, Radoszki, Samin, Świerczynki, Zaborowo i Zdroje (oraz z obszarów dworskich położonych na tych terenach lecz nie wchodzących w skład gmin).
Po wojnie jednostka zachowała przynależność administracyjną. 6 lipca 1950 roku zmieniono nazwę woj. pomorskiego na bydgoskie. Według stanu z dnia 1 lipca 1952 roku gmina składała się z 10 gromad: Grązawy, Gutowo, Łaszewo, Małe Leźno, Miesiączkowo, Radoszki, Samin, Świerczynki, Zaborowo i Zdroje. Gmina została zniesiona 29 września 1954 roku wraz z reformą wprowadzającą gromady w miejsce gmin.
Z kolejną reformą przywracającą gminy 1 stycznia 1973, w woj. bydgoskim (w powiecie brodnickim) utworzono jednostkę o nazwie gmina Grążawy, lecz zupełnie innym zasięgu terytorialnym. Nowa gmina Grążawy objęła jedynie sołectwa  Grążawy, Gutowo, Koziary, Łaszewo, Radoszki, Samin, Świerczynki i Zdroje po dawnej gminie Grążawy; objęła także sporą część dawnej gminy Jastrzębie (Igliczyzna, Jastrzębie, Komorowo, Nowe Świerczyny i Stare Świerczyny), powstało też nowe sołectwo Bartniczka. Nowa gmina Grążawy nie objęła natomiast Małego Leźna (weszło w skład gminy Brzozie oraz sołectw Miesiączkowo i Zaborowo (weszły w skład gminy Górzno). 1 czerwca 1975 roku gmina znalazła się w nowo utworzonym woj. toruńskim a 1 stycznia 1999 roku w nowo utworzonym woj. kujawsko-pomorskim (powiat brodnicki). 1 stycznia 2005 roku siedziba władz gminy Grążawy została przeniesiona do Bartniczki z jednoczesną zmianą nazwy gminy na Bartniczka.

## Struktura powierzchni
Według danych z roku 2002 gmina Bartniczka ma obszar 83,56 km², w tym:
- użytki rolne: 6 181 ha
- użytki leśne: 1 380 ha

## Demografia

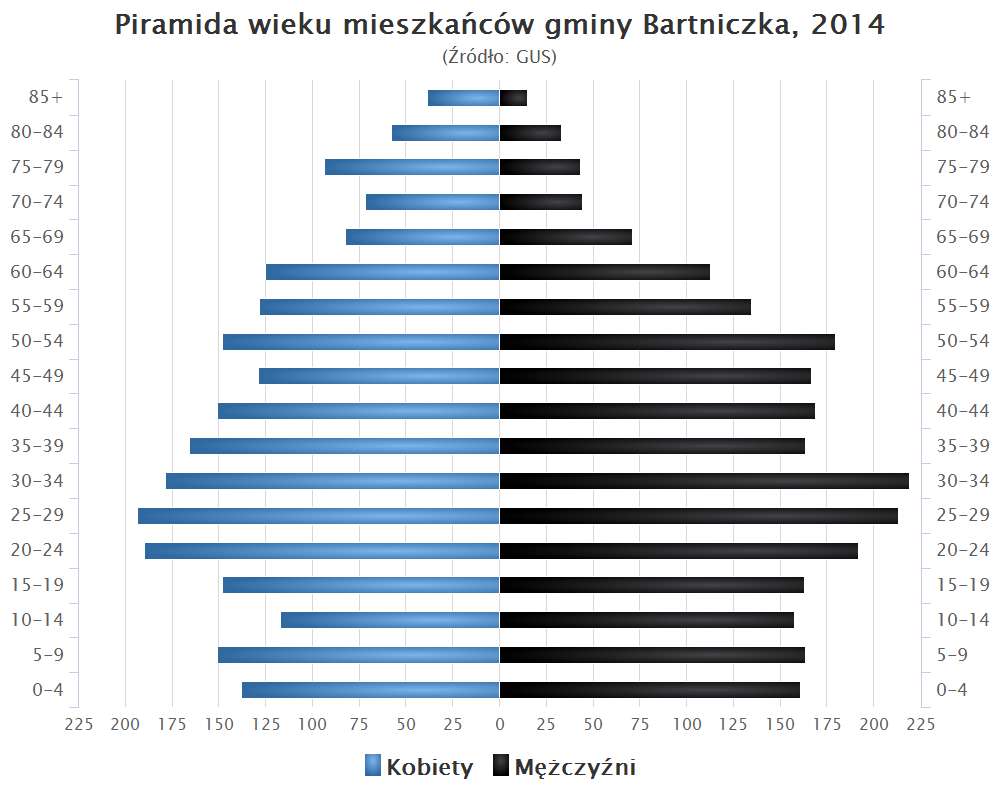
Piramida wieku mieszkańców gminy Bartniczka w 2014 roku

Dane z 31 grudnia 2013:
| Opis      | Ogółem | Ogółem | Kobiety | Kobiety | Mężczyźni | Mężczyźni |
| --------- | ------ | ------ | ------- | ------- | --------- | --------- |
| jednostka | osób   | %      | osób    | %       | osób      | %         |
| populacja | 4714   | 100    | 2323    | 49,3    | 2391      | 50,7      |

## Zabytki

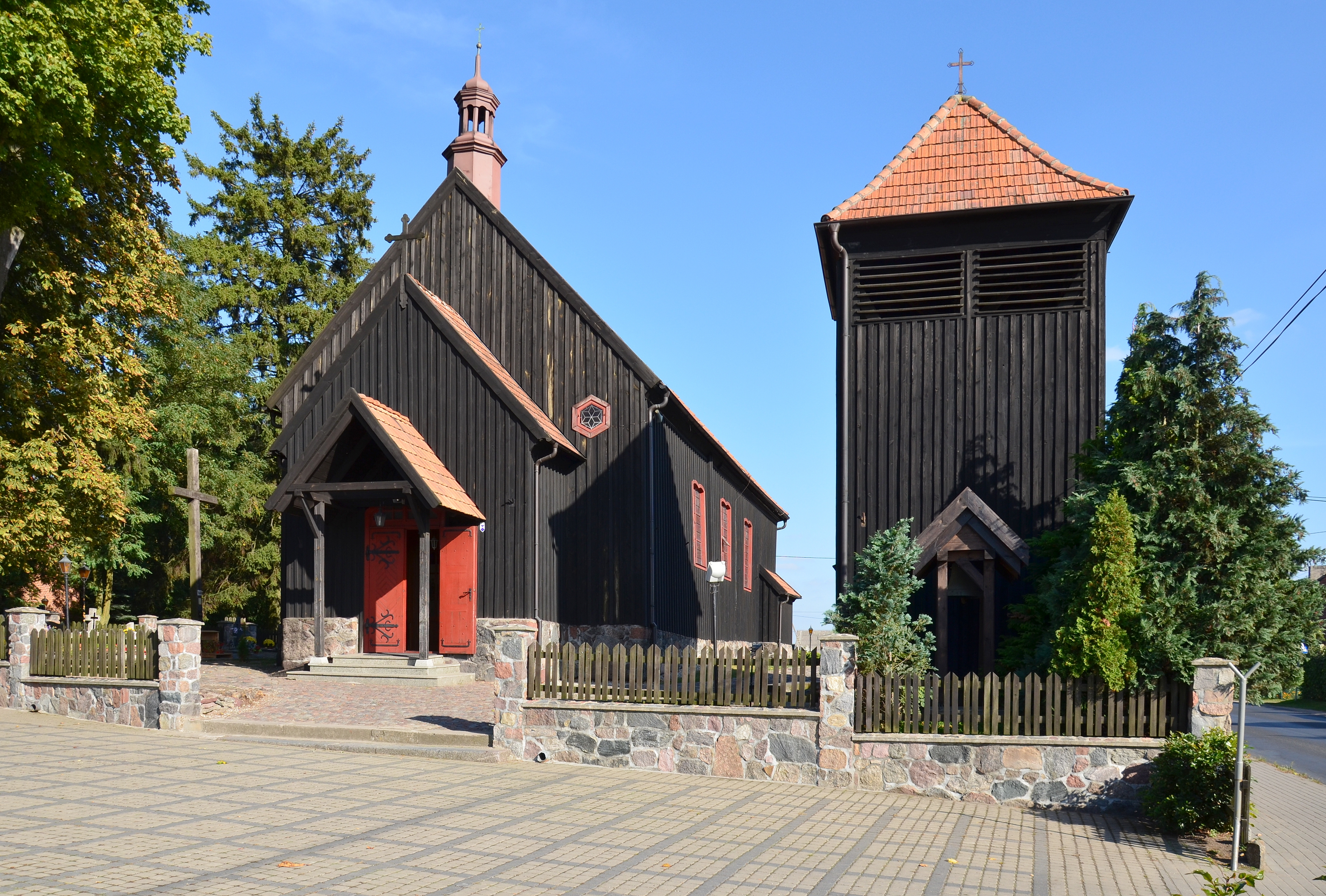
Grążawy, kościół św. Marcina

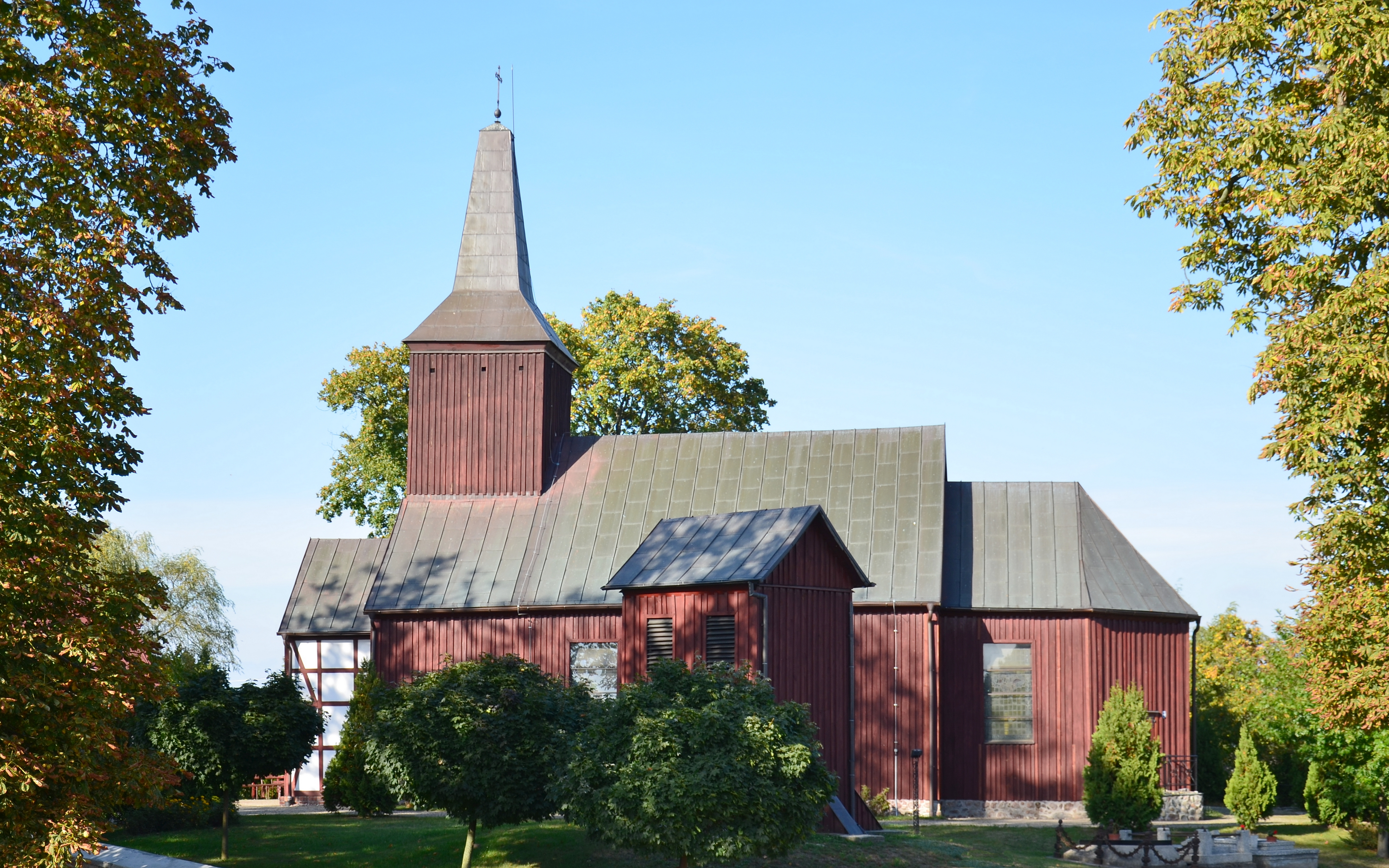
Jastrzębie, kościół Nawiedzenia NMP

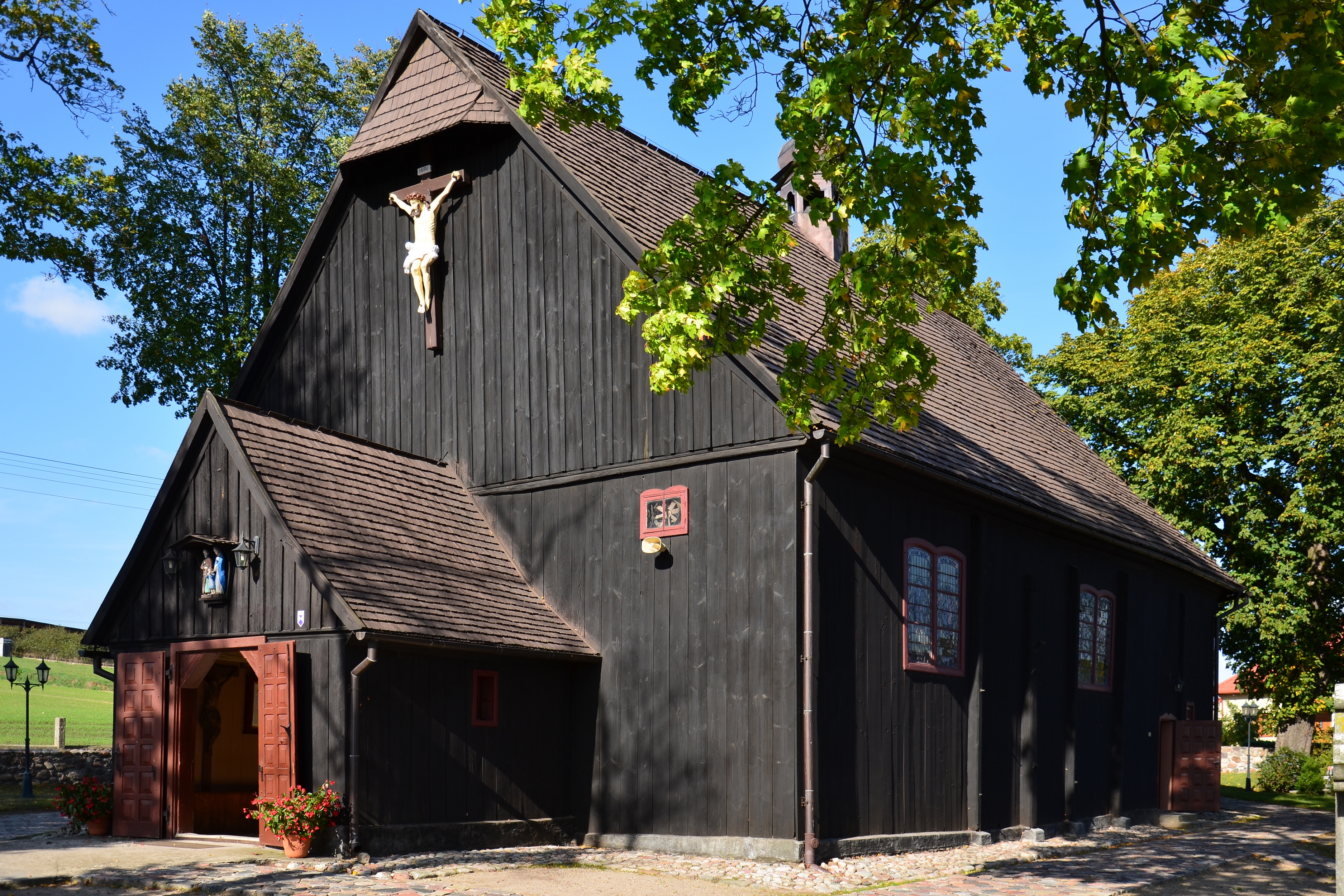
Radoszki, kościół św. Wawrzyńca i Mikołaja

Wykaz zarejestrowanych zabytków nieruchomych na terenie gminy:
- drewniany kościół parafii pod wezwaniem św. Marcina z 1752 roku w Grążawach, nr A/159/72 z 13.07.1936 roku
- drewniany kościół parafii pod wezwaniem Nawiedzenia Najświętszej Maryi Panny z XIX w. w Jastrzębiu, nr 388/126 z 26.11.1957 roku
- drewniany kościół parafii pod wezwaniem św. Wawrzyńca i Mikołaja z 1717 roku w Radoszkach, nr A/160/73 z 13.07.1936 roku.

## Sołectwa
Bartniczka, Grążawy, Gutowo, Igliczyzna, Jastrzębie, Komorowo, Koziary, Łaszewo, Nowe Świerczyny, Radoszki, Samin, Stare Świerczyny, Świerczynki.
Miejscowość bez statusu sołectwa: Długi Most, Gołkówko, Samin (osada), Skrobacja, Sokołowo, Wilamowo, Zdroje.

## Sąsiednie gminy
Gmina Brodnica, gmina Brzozie, gmina Górzno, gmina Świedziebnia, gmina Lidzbark